# 佩拉拉诺尼耶尔
佩拉拉诺尼耶尔（法語：Peyrat-la-Nonière，法語發音：[pɛʁa la nɔnjɛʁ]）是法国克勒兹省的一个市镇，位于该省东部，属于欧比松区。

## 地理
佩拉拉诺尼耶尔（46°5'15"N, 2°15'23"E）面积41.4 平方千米，位于法国新阿基坦大区克勒兹省，该省份为法国中部省份，位于法國中央高原西北部，北起安德尔省和谢尔省，西接维埃纳省，南至科雷兹省，东临多姆山省，东北与阿列省接壤。
与佩拉拉诺尼耶尔接壤的市镇（或旧市镇、城区）包括：尚帕尼亚、勒绍谢、伊苏丹莱特里耶、皮马尔西尼亚、拉塞尔-旧比西耶尔、圣沙布赖、圣多梅、圣于连勒沙泰勒、圣普列斯特。

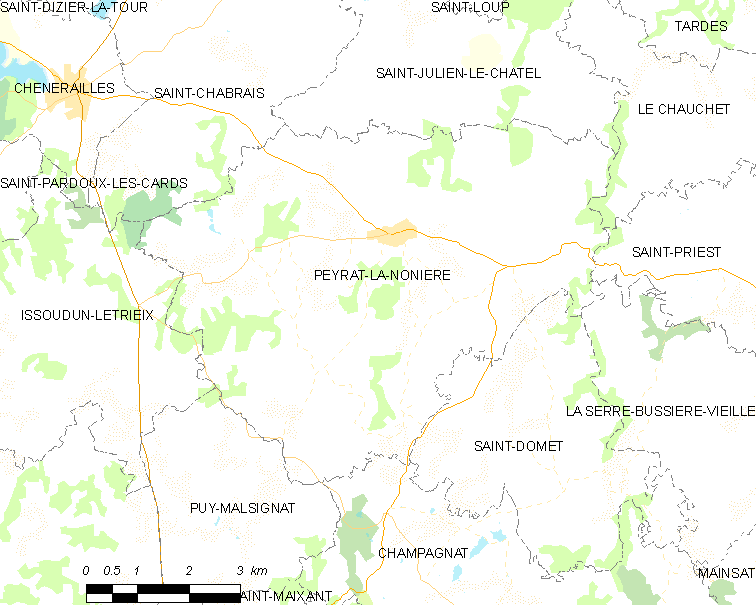
佩拉拉诺尼耶尔的OSM定位图

佩拉拉诺尼耶尔的时区为UTC+01:00、UTC+02:00（夏令时）。

## 行政
佩拉拉诺尼耶尔的邮政编码为23130，INSEE市镇编码为23151。

## 政治
佩拉拉诺尼耶尔所属的省级选区为古宗县。

## 人口

1962-2008年间佩拉拉诺尼耶尔人口变化图示

佩拉拉诺尼耶尔于2022年1月1日时的人口数量为422人。